# Željko Baltić
Željko Baltić (Šibenik) je hrvatski branitelj,  hrvatski Srbin koji se kao zapovjednik obrane otoka Žirje i 3. topničkog odjela priključio Hrvatskoj vojsci i borio protiv JNA u borbi za Šibenik tijekom Domovinskog rata, čime je dao značajan doprinos spasu grada i svojih sugrađana.
 U rujnu 1991., kad je Jugoslavenska narodna armija napala Šibenik, paljba topova Ansaldo D 51 sa Žirja spriječila je prelazak JNA tenkova preko Šibenskog mosta i nanijela prvi veliki poraz JNA.

## Bitka za Šibenik
Sredinom kolovoza 1991., sastanak u sjedištu šibenske gradske vlasti donio je odluku o pregovorima sa Željkom Baltićem, koji je tada bio u JNA i zapovijedao vojnim položajima u Žirju. 25. kolovoza započinje blokada Šibenika. 7. rujna Rato Miškić, Đino Alić i Živko Pašara brodom stižu na otok i postižu dogovor s Baltićem oko obrane Žirja s petnaestak ljudi. Tjedan dana kasnije, Baltić hrvatskoj strani obećava predaju vojarni u Žirju te daje informacije o stanju zatvarača na obalnim topovima. Istodbno, jugoslavenski tenkovi se spremaju napasti Šibenik. 14. rujna, na sastanku u Policijskoj upravi u Šibeniku odlučuje se preuzeti vojne položaje na Žirju za hrvatske snage. Isti dan, Baltić surađuje te dobrovoljno predaje ključeve vojnih zgrada na Žirju Kriznom štabu. Baltić odlazi u sjedište Policijske uprave u Šibeniku i tiho prelazi na hrvatsku stranu. Međutim, nastavlja zavaravati JNA šaljući i dalje lažne izvještaje sa Žirja sve do zadnjeg trenutka, kako ne bi posumnjali. Južna bitnica na Žirju popunjava se policijskom momčadi od oko 400 pripadnika pod zapovjedništvom Mira Alića i Baltića.
15. rujna, JNA izdaje ultimatum za deblokiranje vojarni u Šibeniku, prijeteći uništavanjem zgrada u gradu. Idućih dana počinje napad na grad a tenkovi stižu pred šibenski most. Zahvaljujući paljbi sa Žirja i braniteljima u Šibeniku, spriječen je pad grada.
2010. Baltić je reagirao na istup generala Rahima Ademia koji je izjavio kako bitnice na Žirju nisu doprinijele obrani Šibenika jer do tamo nisu imale domet, ali i kako vojarna u Zečevu nije predana bez ispaljenog metka. Baltić je izjavio kako je neupitno da su topovi sa Žirja imali domet do mosta, luke i kasarni, a njegovu priču potvrdilo je još 12 zapovjednika u ratu, sudionici rujanskog okršaja.